# Sergio Castellaneta
Sergio Castellaneta (Genova, 16 novembre 1932 – Genova, 18 marzo 2018) è stato un politico italiano.

## Biografia
Laureato in Medicina, con specializzazioni in Angiologia ed Analisi di laboratorio, esponente storico del centro-destra, dapprima nell'Uniun Ligure (dopo essersi dichiarato nel 1972 vicino al Partito Liberale Italiano), nel 1990 è il rappresentante della Lega Nord al Comune di Genova, dove viene eletto consigliere comunale con 4 000 preferenze. È stato anche fondatore di un gruppo denominato Movimento di Liberazione Fiscale.

### Deputato della Lega Nord e del gruppo misto
Nel 1992, candidato della Lega Nord per la circoscrizione Liguria, viene eletto deputato con 28 000 voti di preferenza e partecipa ai lavori della commissione Sanità ed Affari Sociali, dopo appena due anni cade la Legislatura e viene ripresentato sempre dalla Lega Nord come Candidato nel Collegio Genova-Centro Storico e viene rieletto deputato con 35 000 voti di preferenza. Nel 1994 viene eletto presidente dell'ordine dei medici della Provincia di Genova, carica che ricoprirà fino al 2004 quando presenterà le dimissioni per motivi personali.
Nel maggio del 1994, in contrasto con la decisione del partito di sostenere il governo Berlusconi I, esce dalla Lega e s'iscrive al gruppo misto, dove resterà fino al 1996 quando cadrà nuovamente, dopo soli due anni, anche la XII legislatura.
Nel 1997 fonda una lista civica ("Genova Nuova") e si presenta come candidato a sindaco di Genova; conquista il ballottaggio con 72 000 voti di preferenza personale ma non ottiene la vittoria contro Giuseppe Pericu, per pochi migliaia di voti. Si segnala per intemperanze durante la campagna elettorale, come una rissa con una giornalista di un tv locale negli studi dell'emittente Telegenova, Franca Brignola – sua amica – degenerata in un confronto fisico e in un pugno accidentale sferrato da Castellaneta alla Brignola.

### Liguria Nuova e altro
Nel 1998 la lista civica prende il nome di "Liguria Nuova - Lista Castellaneta", e sostiene tra l'altro due cavalli di battaglia: la trasformazione della Liguria in una regione a statuto speciale e l'eliminazione del ciclo a caldo dell'acciaieria ILVA di Cornigliano, ritenuto dannoso per l'ambiente e la riqualificazione della zona (l'altoforno è stato infine demolito nel 2005); con la sua lista si presenta alle elezioni regionali del 2000 a sostegno del candidato governatore Sandro Biasotti e viene eletto consigliere regionale e presidente della commissione Statuto.
Nel 2002 esce dalla maggioranza in quanto i programmi per la sanità ligure non sono confacenti con quanto aveva sempre sostenuto, sia come consigliere comunale, sia come deputato, sia come presidente dell'Ordine dei Medici.
Ha appoggiato il referendum abrogativo della legge sulla procreazione assistita, nonché proposte per la legalizzazione della prostituzione, ed è stato simpatizzante del Partito Radicale.

#### Attività col Partito Radicale
Personaggio originale, è stato molto vicino anche al Partito Radicale di Marco Pannella (ha votato sempre a favore dell'aborto secondo la legge 194 e del divorzio e contro la futura legge sul testamento biologico, ritenuta fortemente limitante) e iscritto al Partito Radicale Transnazionale; è stato tra i primi firmatari per la presentazione della lista Pannella-Bonino dei Radicali Italiani (candidato alla presidenza il medico e politico Silvio Viale) per le elezioni regionali del 2010 in Liguria (la lista non raggiunse poi il quorum di firme).
Con altri deputati leghisti votò a favore della depenalizzazione dell'uso personale delle droghe leggere al referendum del 1993. Contrario al proibizionismo propugnato da molti del suo stesso schieramento, votò inoltre al consiglio comunale gli ordini del giorno – mai passati – proponenti esperimenti di riduzione del danno tramite somministrazione controllata di eroina ai tossicodipendenti, presentate dal consigliere radicale Vittorio Pezzuto.
Nel 1998 partecipò ad una petizione contro il governo di Slobodan Milošević e sostenne poi la guerra del Kosovo, al contrario del suo ex partito, la Lega Nord, vicina al presidente serbo.
Nel 1999 sostenne la campagna Emma for President in favore di Emma Bonino come Presidente della Repubblica, e si pronunciò per il voto alla Lista Bonino alle elezioni europee.
Alle elezioni politiche del 2001 è il candidato unitario del centrodestra nel collegio di Genova - Parenzo, ottiene il 38,9% venendo battuto da Graziano Mazzarello del centrosinistra.
Partecipò nel 2003 agli incontri in Provincia, Comune e Regione con Umar Khanbiev, ministro del governo ceceno di Aslan Maschadov, riguardanti un progetto di ospitalità all'ospedale Gaslini di bambini vittime della seconda guerra tra l'autoproclamata piccola repubblica del Caucaso contro il governo russo di Vladimir Putin; nella primavera del 2004 partecipò alla campagna sui referendum sulla fecondazione assistita e per diversi mesi gli eletti di Liguria Nuova furono gli unici ad autenticare le firme, mentre i DS si rifiutavano di farlo, e si espresse per i quattro "si" ai quesiti referendari nel 2005 sulla legge, realizzando spot elettorali in favore. Infine appoggiò le battaglie di Piergiorgio Welby (2006) e quella del padre di Eluana Englaro (2008) in favore dell'eutanasia e contro l'accanimento terapeutico. Si pronunciò contro la legge Fini-Giovanardi che inaspriva le sanzioni amministrative ai consumatori di droga, equiparando droghe leggere a droghe pesanti.

### Ultimi anni
Laico, federalista e antislamista, ha espresso spesso posizioni anticlericali verso la Chiesa cattolica nel campo dei diritti civili, e al contempo assai critiche contro quello che riteneva il pericolo dell'islamizzazione dell'Europa, favorita a suo dire dalla politica e dalla stessa Chiesa.
Nel 2002 fu operato per l'impianto di bypass cardiaco. Partecipò alla campagna ostruzionistica di Alleanza Nazionale in consiglio contro l'estensione del voto amministrativo referendario agli stranieri extracomunitari regolari.
Nell'ottobre 2004 è candidato alle elezioni suppletive per il seggio della Camera di Genova Nervi, fuori dalla coalizione di centrodestra, con la sua lista Liguria Nuova, ottenendo l'8,6%.
Castellaneta abbandona la politica attiva come leader dopo la sconfitta di Biasotti alle elezioni regionali del 2005 contro Claudio Burlando. Ancora membro del consiglio comunale fino al 2010, votò nel 2006 contro l'intitolazione di una via a Fabrizio Quattrocchi, il contractor paramilitare genovese rapito e assassinato in Iraq nel 2004, perché ritenuta "strumentale".
Ha poi dichiarato di non sentirsi più rappresentato "da questo centrodestra", dal quale dissentiva per i numerosi problemi legati alla giustizia, alla sanità, alle riforme istituzionali; ha criticato la gestione della Lega di Umberto Bossi, manifestando vicinanza per l'euroscetticismo e altri temi del populismo di destra (come la lotta all'immigrazione clandestina) del nuovo leader leghista Matteo Salvini, anche se non nella sua svolta nazionalista e non più autonomista e nordista.
Nel 2011 ha partecipato ad uno degli ultime manifestazioni del successivamente disciolto Movimento Indipendentista Ligure, contro l'evasione fiscale nel gioco d'azzardo legale.
Si è nuovamente e definitivamente distaccato dalla Lega in polemica con la scelta di Salvini di non candidare Edoardo Rixi alla presidenza della regione Liguria in favore del candidato di Forza Italia Giovanni Toti, giornalista toscano e residente a Milano, poi eletto. Castellaneta dichiarò: "Una porcata così che più porcata non si può (...) abbiamo perduto tutto, anche l'onore".
Ha condotto negli anni anche trasmissioni e spazi autogestiti di politica sulle televisioni locali genovesi Telegenova e Telenord, su quest'ultima rete,  tra l'altro, ebbe un programma fisso a pagamento in cui illustrava le sue idee. Fu soprannominato "il tribuno di Genova".
Castellaneta è morto per infarto a Genova il 18 marzo 2018, a 85 anni, alcuni anni dopo la moglie Giuliana Marignano. I funerali civili e senza alcuna cerimonia religiosa, come da lui voluto, si sono svolti nella sala di rappresentanza di Palazzo Tursi, sede del Comune di Genova, alla presenza di tutte le autorità politiche locali e numerosi cittadini. Il sindaco Marco Bucci ha tenuto il principale discorso di commiato per l'ex deputato.